# Dilobopterus vicina
Dilobopterus vicina är en insektsart som beskrevs av Victor Antoine Signoret 1853. Dilobopterus vicina ingår i släktet Dilobopterus och familjen dvärgstritar. Inga underarter finns listade i Catalogue of Life.